# Mayfield (ville, New York)
Pour les articles homonymes, voir Mayfield.
Ne doit pas être confondu avec Mayfield (village, New York).
Mayfield est une ville située dans le comté de Fulton, dans l'État de New York, aux États-Unis,. En 2010, elle comptait une population de 6 495 habitants.

## Démographie
Lors du recensement de 2010, la ville comptait une population de 6 495 habitants. Elle est estimée, en 2016, à 6 272 habitants.